# Radio Attiva
Radio Attiva è stata un'emittente di Correggio in funzione fino al gennaio 1982: vi collaborarono fra gli altri lo scrittore Pier Vittorio Tondelli, il flautista Andrea Griminelli e Luciano Ligabue, che vi si ispirò per il libro Fuori e dentro il borgo – in particolare il racconto Radio fu – e ancor più per il film Radiofreccia.
La filosofia originaria dell'emittente è ben sintetizzata nella scena del film dove il barista (Francesco Guccini) alza il volume dell'apparecchio per far sentire a un amico di Freccia cos'è una “radio libera”: « Solo buona musica – dice il disc-jockey, cui dà voce Luciano Ligabue – solo la musica che ci pare. » 

## La sede
Trasmetteva sui 93,350 MegaHertz in modulazione di frequenza, ed era ospitata in un garage messo a disposizione da uno dei collaboratori e soci, l'allora fotografo James Soldani (suo il volto sulla tomba del padre di Ivan “Freccia” Benassi, nella scena del cimitero in Radiofreccia): si trovava in via Cairoli 21, nel Centro storico della cittadina, una strada cara a Ligabue perché, come racconta in Fuori e dentro il borgo, vi trascorse parte dell'infanzia.

## Gli inizi
In quella sede e con quel nome, "Radio Attiva" era l'evoluzione di "Centro Radio Correggio", nata nel 1977, che usava una frequenza leggermente diversa (93,200MH) e aveva sede in aperta campagna: in una casa colonica a Fazzano, frazione di Correggio, dove abitava uno dei fondatori, Luciano Romani, studente Ipsia appassionato di radiofonia ed elettronica, che aveva coinvolto l'amico Claudio Maioli.
Poi, nell'autunno 1978, il gruppo decise appunto trasloco in centro e nuova denominazione, con ingresso di altri soci.

## Evoluzione
Il primissimo nucleo a Fazzano si chiamava in realtà "Radio King" e durò alcuni mesi, nel 1976: fu lì che Maioli e Ligabue, adolescenti, si conobbero.
Gli “impianti” sono descritti così nel racconto Radio fu: un trasmettitore da 5 watt preso a centomila lire; un vecchio giradischi Philips, un microfono da diecimila lire, « un mixerino con due fader, e un’antennazza sui tetti » e, precisa Maioli, « un circuito tenuto in una morsa. »
Poi l'arrivo di collaboratori e contributori anche adulti, trasformò quell'iniziativa amatoriale e casalinga in una più strutturata: dalla camera da letto del padrone di casa la radio si spostò nella stalla passando da una strumentazione hobbistica a una certa dotazione tecnica, con un crescente numero di dischi, trasmissioni regolari, rubriche fisse e una programmazione che copriva buona parte della giornata. 
Intervistati nel 2014 per un film-documentario sugli esordi dei cantanti emiliani, Ligabue, Maioli e Claudio Bertolini (terzo socio fondatore, con Maioli e Romani, della società di fatto ‘’Centro Radio Correggio’’), spiegano il senso di libertà e il clima entusiastico di quel periodo: apertura dell'etere senza regole (anche rispetto ai diritti d'autore dei brani trasmessi), musica e cantanti che la RAI non mandava in onda, dischi comprati e dischi portati da casa, « voglia di fare qualcosa, di allargare gli orizzonti, con scelte e proposte che stupissero gli ascoltatori; una folgorazione, una passione forte, che era anche un'alternativa importante a tante cose di quegli anni. » 
La nascita di “Centro Radio Correggio” era stata annunciata con volantini ciclostilati, incollati alla bell'e meglio sulle colonne dei portici cittadini; fu poi realizzato un adesivo molto elementare, dove un vichingo stilizzato aveva come scudo circolare un disco in vinile, con una freccia piantata nel mezzo e solo la scritta “Centro Radio Correggio – FM 93,200 MH.”. Pier Vittorio Tondelli – che allude a "Centro Radio" in Camere separate – ne appiccicò uno sulla custodia in vilpelle della propria Olivetti lettera 25, custodia e adesivo ancora visibili nella biblioteca comunale correggese, dove è stata ricomposta la sua cameretta.
“Radio Attiva” invece, dove un minimo di marketing era funzionale a una più sistematica ricerca di pubblicità, oltre agli adesivi fece delle locandine, e con un logo più elegante: una linea sinusoidale azzurra, a ricordare le onde radio, con tanto di numero telefonico e casella postale in aggiunta alla scritta radio attiva – 90,400 (usò infatti più d'una frequenza).

## La programmazione
Nei libri-intervista di Bertoncelli a Ligabue è riprodotto in foto un palinsesto di “Centro Radio”, scritto a mano su un foglio di agenda 1977: i programmi erano feriali e iniziavano alle ore 13, perché di mattina i collaboratori, tutti volontari, o erano a scuola se studenti, o al lavoro se adulti. 
Già quello comunque fu un notevole progresso rispetto al periodo iniziale in cui le trasmissioni iniziavano alle 17; la copertura delle 24 ore arrivò nel 1979 a Radio Attiva, con l'acquisto di un registratore Akai autoreverse: le bobine duravano quattro ore per lato, e quando ne finiva uno il registratore si riavvolgeva passando automaticamente all'altro lato, quindi con una autonomia di otto ore consecutive. 
I dj vi registravano pazientemente decine e decine di canzoni, e alla chiusura notturna delle radio veniva acceso l'Akai per mandare in onda la selezione di brani, che durava fino al mattino seguente, quando il conduttore che apriva la radio spegneva il registratore e riprendeva le trasmissioni in diretta.
La programmazione spaziava in tutti i tipi di musica, affidati ad appassionati dell'uno o dell'altro genere, anche se la parte del leone la facevano il rock e i cantautori, italiani e stranieri.

## Immagini
Di quegli anni esistono pochissime fotografie, e ancor meno filmati: nell'autunno 1979 Fabrizio Piccinini e James Soldani girarono in super 8 – dentro e davanti ai locali della radio – alcune scene di un film a soggetto, dedicato proprio a "Radio Attiva" e interpretato dai vari collaboratori, che però non fu mai montato: qualche fotogramma, in cui si vedono fra gli altri Ligabue e Maioli rispettivamente a 19 e 20 anni, è stato recuperato, riversato da pellicola in digitale e inserito nel docu-film Paese mio.
Degli “studi” radiofonici si intravedono l'angusto spazio per le dirette e quello gemello per le registrazioni, rigorosamente tappezzati di cartoni da uova per insonorizzarli, poi la sala d'accesso con un'intera parete di dischi, e la porta-vetrina sulla strada.

## La fine
Le crescenti difficoltà di gestione, in un settore dove la concorrenza era spietata e ancora poco o nulla regolamentata, portarono nel 1982 alla chiusura di Radio Attiva, come ben presto sarebbe toccato a tante altre emittenti medio-piccole. 
Correggio rimase per un po' senza una radio locale: fino all'autunno 1984, quando, sostenuta dalla FGCI locale, venne fondata una nuova emittente, chiamata “Studio Sei” e ospitata nella sezione cittadina del Partito comunista, in via Carlo V, in locali al primo piano dell'edificio. 
A differenza delle precedenti, che erano state un evolversi di situazioni nella continuità, da “Radio King” a "Radio Attiva", questa non aveva alcun legame con il passato, a parte alcune “voci” – infatti era stato invitato qualche “ex” come Ligabue e Maioli (sempre da volontari, avendo entrambi un lavoro fisso) o Gigi Carnevali, ma per il resto era affidata a una nuova generazione di collaboratori e conduttori. La radio aderiva al circuito provinciale di “Radio Venere”, storica emittente di Reggio Emilia co-finanziata dal Pci, con cui le radio-satellite si collegavano per trasmettere i notiziari e rubriche d'informazione.
Al piano terra di quello stesso edificio, nella sala polivalente del circolo ARCI “Lucio Lombardo Radice”, l'8 febbraio 1987 si tenne il primo concerto di Luciano Ligabue.

## L'eredità
L'esperienza di "Radio Attiva" non andò completamente dispersa: per alcuni collaboratori ciò che era nato come hobby diventò un mestiere, il dj a tempo pieno in altre radio private e in discoteche della zona, per vari anni, o l'organizzatore di spettacoli. Qualcuno ha gestito negozi di dischi, qualcuno si diede al giornalismo, diversi sono stati assessori comunali a Correggio.

## La memoria
Nel novembre 2000 fu organizzata una rimpatriata alla quale parteciparono fra gli altri Griminelli e Ligabue: una serata di amicizia e nostalgia, con musiche d'epoca come immancabile colonna sonora e la proiezione di sequenze del filmino super 8 girato vent'anni prima.
Nel luglio 2009 e nell'ottobre 2015 furono organizzate serate con la partecipazione di collaboratori e dj di Radio Attiva, con esibizione di band locali attive ai tempi dell'emittente, e proiezione di immagini d'epoca.
Soprattutto, episodi e situazioni sono stati consegnati alla memoria collettiva con Radiofreccia, che ben descrive una realtà comune a tante piccole emittenti attive all'epoca in tutt'Italia.